# Après vous, duchesse
Pour plus de détails, voir Fiche technique et Distribution.
Après vous, duchesse est un film français réalisé par Robert de Nesle, sorti en 1954.

## Fiche technique
- Titre : Après vous, duchesse
- Réalisation : Robert de Nesle
- Scénario : Robert de Nesle et Raoul Praxy, d'après sa pièce (Jeff)
- Dialogues : Raoul Praxy
- Photographie : André Germain
- Son : René Longuet
- Musique : Georges Streha et Jerry Mengo
- Montage : Robert Isnardon
- Société de production : Compagnie Française de Production Cinématographique
- Tournage : du 18 janvier au 13 février 1954
- Pays d'origine :  France
- Format : Noir et blanc - 35 mm
- Genre : Comédie
- Durée : 80 minutes
- Date de sortie : 
  - France : 21 mai 1954

## Distribution
- Jean Parédès : Jeff
- Jacqueline Pierreux : Suzy
- Jacques Morel : Armand
- Luce Aubertin
- Alain Bouvette
- Olivier Hussenot
- Marcel Charvey
- Anne-Marie Mersen
- Madeleine Barbulée
- Charles Bayard
- Grégoire Gromoff
- Annie Noël